# Diga di Hatori
La diga di Hatori (羽鳥ダム?, Hatori damu) è una diga a Ten'ei, nella prefettura di Fukushima, in Giappone. La diga è gestita direttamente dal Ministero dell'agricoltura, delle foreste e della pesca ed è destinata a fornire l'irrigazione per l'area di Shirakawa e il bacino del fiume Aburakawa. È una diga in terra battuta con un'altezza di 37,1 metri. Il bacino creato dalla diga è chiamato lago Hatori, ed è stato sfruttato come area di villeggiatura.

## Storia
Il fiume Abukuma che scorre attraverso la regione di Nakadōri della prefettura di Fukushima centrale era tradizionalmente una forte area granaria, a causa della mancanza di acque nelle zone non immediatamente adiacenti e a causa del fatto che anche la velocità media di flusso del fiume stesso è piccola (52,07 tonnellate al secondo). Durante il periodo Edo, perfino una lieve siccità era sufficiente a causare la perdita del raccolto. Per questa ragione, furono fatti sforzi per prendere acqua dal fiume Agano (chiamato "fiume Aga" a Fukushima) che ha un'abbondante velocità di flusso di circa otto volte (395,86 tonnellate al secondo) quella media del fiume Abukuma. Nel periodo Meiji, fu completato il canale Azumi nel 1882 per portare acqua dal lago Inawashiro, e lo slancio cominciò a promuovere l'uso del fiume Agano per aprire nuovi terreni agricoli. Nel 1941 iniziò un progetto del governo, che alla fine produsse come risultato la diga di Hatori. Il progetto fu sospeso dalla Seconda guerra mondiale, ma fu ripreso nel 1950, e la diga fu completata nel 1956. L'acqua immagazzinata presso la diga attraversa lo spartiacque dei monti Ōu mediante una galleria e viene condotta al fiume Abukuma. All'epoca, era una delle più grandi dighe per l'irrigazione in Giappone. La rete irrigua continuò ad espandersi fino alla fine del 1964.